# Philippe Hadengue
Pour les articles homonymes, voir Hadengue.
Philippe S. Hadengue, né le 17 septembre 1932 à Paris et mort dans la même ville le 18 octobre 2021, est un peintre et écrivain français, lauréat du prix du Livre Inter et du prix Louis-Guilloux en 1989.

## Biographie
Une de ses nièces, Laina Hadengue, est également artiste peintre (et vidéaste).

## Œuvre
- 1989 : Petite chronique des gens de nuit dans un port de l'Atlantique Nord, Paris, Maren Sell — prix du Livre Inter et prix Louis-Guilloux.
- 1989 : La Cabane aux écrevisses, Paris, Maren Sell.
- 1993 : La Loi du cachalot, Paris, Calmann-Lévy.
- 1999 : Quelqu'un est mort dans la maison d'en face, Paris, Pauvert.
- 1999 : L'Exode, Paris, Pauvert.
- 2001 : Un Te Deum en Île-de-France, Paris, Pauvert.
- 2006 : Lames, Paris, Maren Sell.